# Hazelton (North Dakota)
Hazelton is een plaats (city) in de Amerikaanse staat North Dakota, en valt bestuurlijk gezien onder Emmons County.

## Demografie
Bij de volkstelling in 2000 werd het aantal inwoners vastgesteld op 237.
In 2006 is het aantal inwoners door het United States Census Bureau geschat op 203, een daling van 34 (-14,3%).

## Geografie
Volgens het United States Census Bureau beslaat de plaats een oppervlakte van
0,6 km², geheel bestaande uit land. Hazelton ligt op ongeveer 607 m boven zeeniveau.

## Plaatsen in de nabije omgeving
De onderstaande figuur toont nabijgelegen plaatsen in een straal van 40 km rond Hazelton.